# لوئیزا تترازینی

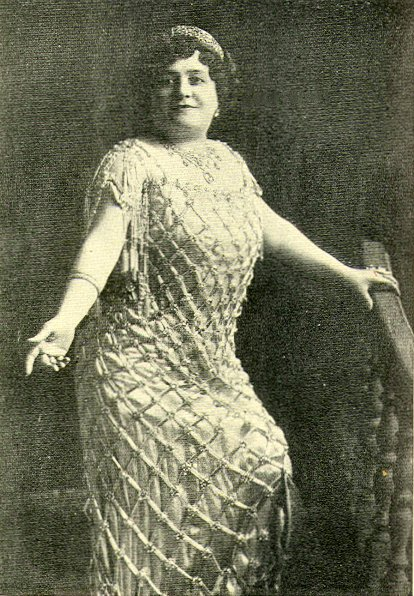
عکس از کتاب آوازهای دل ۱۹۰۹

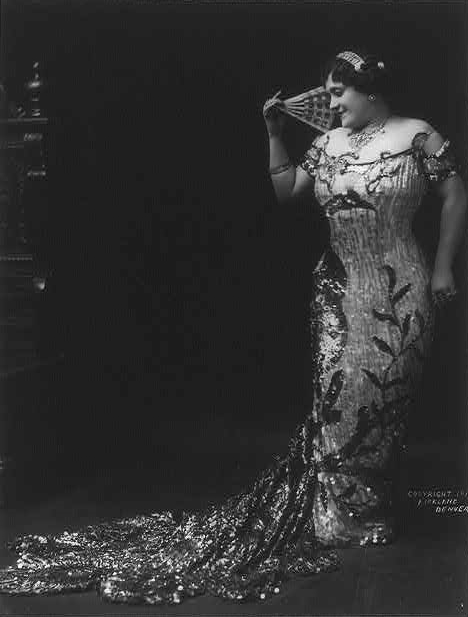
تترازینی در سال ۱۹۱۱

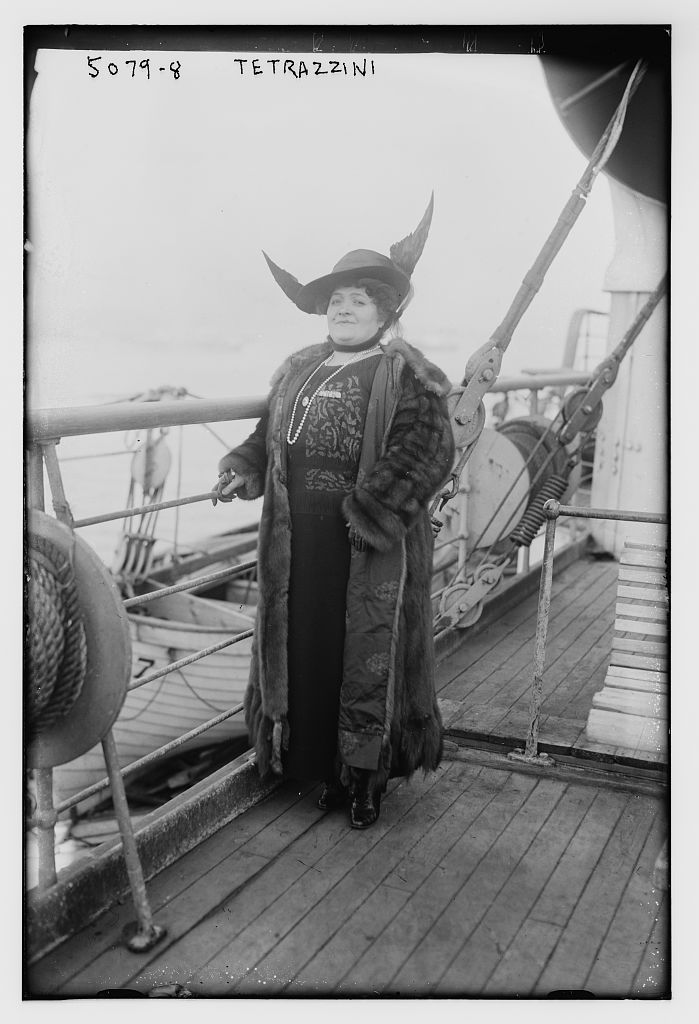
ورود تترازینی به نیویورک با کشتی مورتانیا آرام‌اس در روز ۲۵ نوامبر ۱۹۱۹

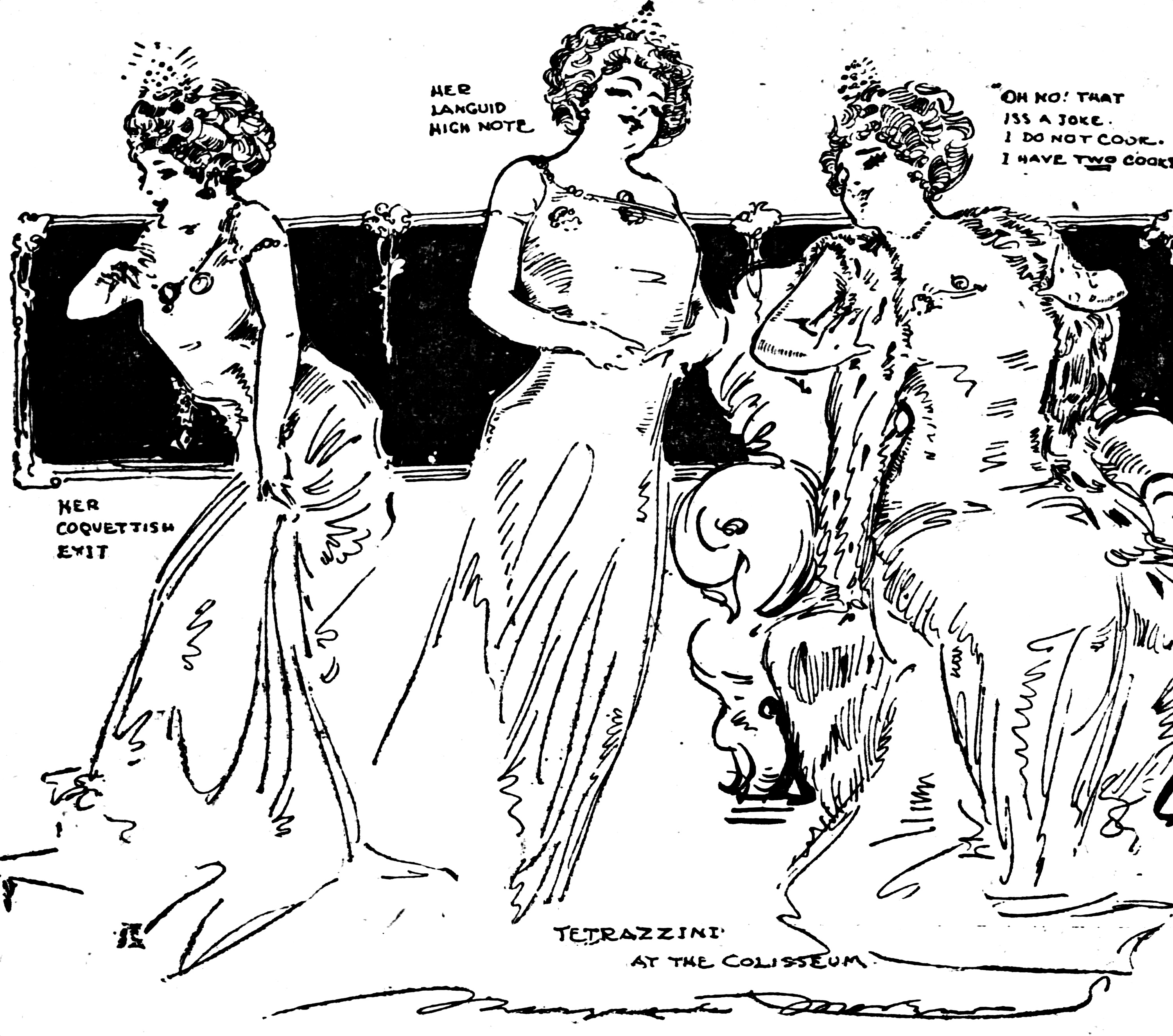
طرح از مارگریت مارتین، ۱۹۱۰

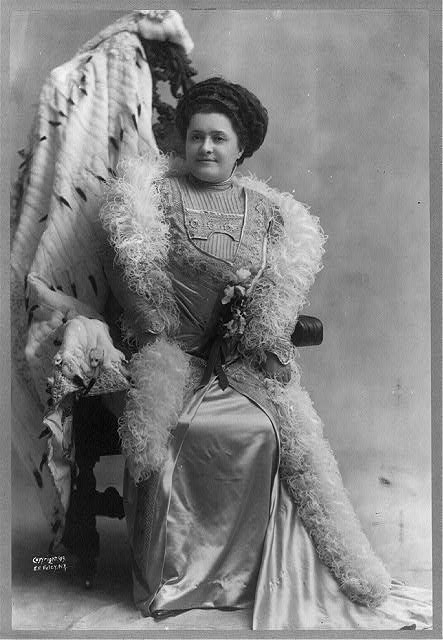
تترازینی در سال ۱۹۰۹

لوئیزا تترازینی (زاده ۲۹ ژوئن ۱۸۷۱ – درگذشته ۲۸ آوریل ۱۹۴۰) یک سوپرانو کولوراتور ایتالیایی بود که در سطح بین‌المللی شهرت زیادی داشت. تترازینی «صدایی پرزرق و برق با صدایی درخشان و بُرد و چابکی فراتر از حد معمول داشت…». او از دهه ۱۸۹۰ تا ۱۹۲۰ از حرفه بسیار موفق اپرا و برگزاری کنسرت در اروپا و آمریکا بهره‌مند شد. صدای او در ضبط‌های انجام گرفته از سال ۱۹۰۴ تا ۱۹۲۰ ماندگار ماند. او در سال ۱۹۲۱ خاطراتی به نام «زندگی آواز من» و در سال ۱۹۲۳ مقاله‌ای به نام «چگونه آواز بخوانیم» را نوشت. پس از بازنشستگی، تا زمان مرگش در خانه خود در میلان و رم به تدریس صدا پرداخت.

## زندگی‌نامه
اوایل زندگی
تترازینی در روز ۲۹ ژوئن ۱۸۷۱ در فلورانس ایتالیا به دنیا آمد. پدرش خیاط بود و دو خواهر و دو برادر داشت. گفته شده است که او از سه سالگی شروع به خوانندگی کرد. خود لوئیزا آواز خواندن را در اوایل کودکی به یاد می‌آورد و به یاد می‌آورد که پدرش اولین کسی بود که او را با خواننده معروف بل کانتو سوپرانو، آدلینا پاتی مقایسه کرد. لوئیزا برای اولین بار نزد خواهر بزرگش، اِوا تترازینی (۱۸۶۲–۱۹۳۸) آواز خواند. اِوا همچنین یک بانوی اول سوپرانو بود که در سطح بین‌المللی نامی برای خود دست و پا کرد. لوئیزا به عنوان فردی معروف بود که در حین انجام کارهای روزمره، به تمام تمرین نقش‌های اپرا و آواز خواندن هر بخش آوایی می‌پرداخت. او تحصیلات خود را در مؤسسه موسیقی بین ده تا سیزده سالگی نزد پروفسور چکرینی آغاز کرد. او در روز ۱۴ اکتبر ۱۸۸۹ با جوزپه سانتینو آلبرتو اسکالابرنی (Giuseppe Santino Alberto Scalaberni) ازدواج کرد.
دوران شغلی
به واسطه یک شانس، تترازینی به جای یک بانوی اول اپرای بیمار قرار گرفت و در روز ۲۱ اکتبر ۱۸۹۰ در فلورانس برای اولین بار در نقش اینز (Inez) در نمایش زن آفریقایی اثر مایربر در نوزده سالگی به صحنه رفت. او به یاد می‌آورد که پس از اولین بازی خود، «پیاده‌روها از تئاتر تا خانه من، حتی با اینکه دیروقت بود ولی پر از مردم بود، که به نظر می‌رسید همه آنها با صدای بلند به من تبریک می‌گویند.» سپس، او آواز نقش اینز را در روز ۲۶ دسامبر ۱۸۹۰ در رم برای پادشاه و ملکه ایتالیا اجرا کرد. سپس توسط ملکه دعوت شد تا آواز لیبستوت از اپرای تریستان و ایزولده را بخواند، زیرا این اپرای مورد علاقه ملکه بود. بخش اول کار او عمدتاً در تئاترهای استانی ایتالیا و سپس برگزاری تور (گشت و گذاری) در آمریکای جنوبی سپری شد. او با پیترو سزار، که نزدیک به ۱۴ سال معشوق اوگردید، به بوئنوس آیرس رفت و در آنجا ۲۸۰ پوند در ماه برای آواز خواندن به او پیشنهاد شد. زمانی که در بوئنوس آیرس بود، همسرش آلبرتو به دنبال او رفت تا او را به فلورانس بازگرداند. او حاضر به آشتی نشد. او در ماه اکتبر بدون او به فلورانس رفت و او چند روز بعد در نقش آنتا در کریسپینو و شایعات (Crispino e la comare) اولین بازی خود را انجام داد. وقتی آلبرتو در روز ۴ ژوئن ۱۹۰۵ درگذشت، آنها هنوز از هم جدا بودند.
تترازینی اولین بار در روز ۲۱ نوامبر ۱۸۹۲ اپرای لوچیا دی لامرمور را در بوئنوس آیرس خواند. این اپرای مورد علاقه او و همچنین رئیس‌جمهور آرژانتین، لوئیس سانز پنا (Luis Sáenz Peña) بود. او بسیار علاقمند و طرفدارش بود. تا قبل از فصل چهارم بوئنوس آیرس، او نامزد دریافت ۵۵۰۰ پوند در ماه بود. در راستای اجرا در آرژانتین به آمریکای جنوبی سفر کرد. او تا سال ۱۸۹۵ در آنجا به اجرای آواز ادامه داد.